# Wabana (Canada)
Wabana is een gemeente (town) in de Canadese provincie Newfoundland en Labrador.

## Geschiedenis
Wabana ontstond in 1895 als mijnbouwdorp. Er werd ijzererts ontgonnen tot de sluiting van de mijnen in 1966.

## Geografie
Wabana bevindt zich op Bell Island, een eiland in Conception Bay aan de zuidoostkust van Newfoundland. De gemeente beslaat een groot deel van de noordelijke helft van dat eiland terwijl de rest van Bell Island bestaat uit gemeentevrij gebied. De gemeente bestaat naast Wabana-centrum uit nog drie buurten, namelijk West Mines in het westen, The Green in het noorden en The Front (of Bell Island Front) in het zuidoosten, bij de veerhaven.

## Demografie
Demografisch gezien is Wabana, net zoals de meeste afgelegen dorpen in de provincie, aan het krimpen. Tussen 1991 en 2021 daalde de bevolkingsomvang van 3.608 naar 1.815. Dat komt neer op een daling van 1.793 inwoners (-49,7%) in dertig jaar tijd.
| Demografische ontwikkeling van Wabana tussen 1991 en 2021       |
| --------------------------------------------------------------- |
|                                                                 |
| Bron: Statistics Canada (1991–1996, 2001–2006, 2011–2016, 2021) |

### Taal
Volgens de volkstelling van 2021 had 99,4% van de inwoners van Wabana het Engels als moedertaal (waarvan 0,3% als gedeelde moedertaal). Slechts een vijftal personen was de taal niet machtig (0,3%). Hoewel slechts vijf mensen (0,3%) het Frans als moedertaal hadden, waren er tien mensen die die andere Canadese landstaal konden spreken (0,6%).

## Galerij

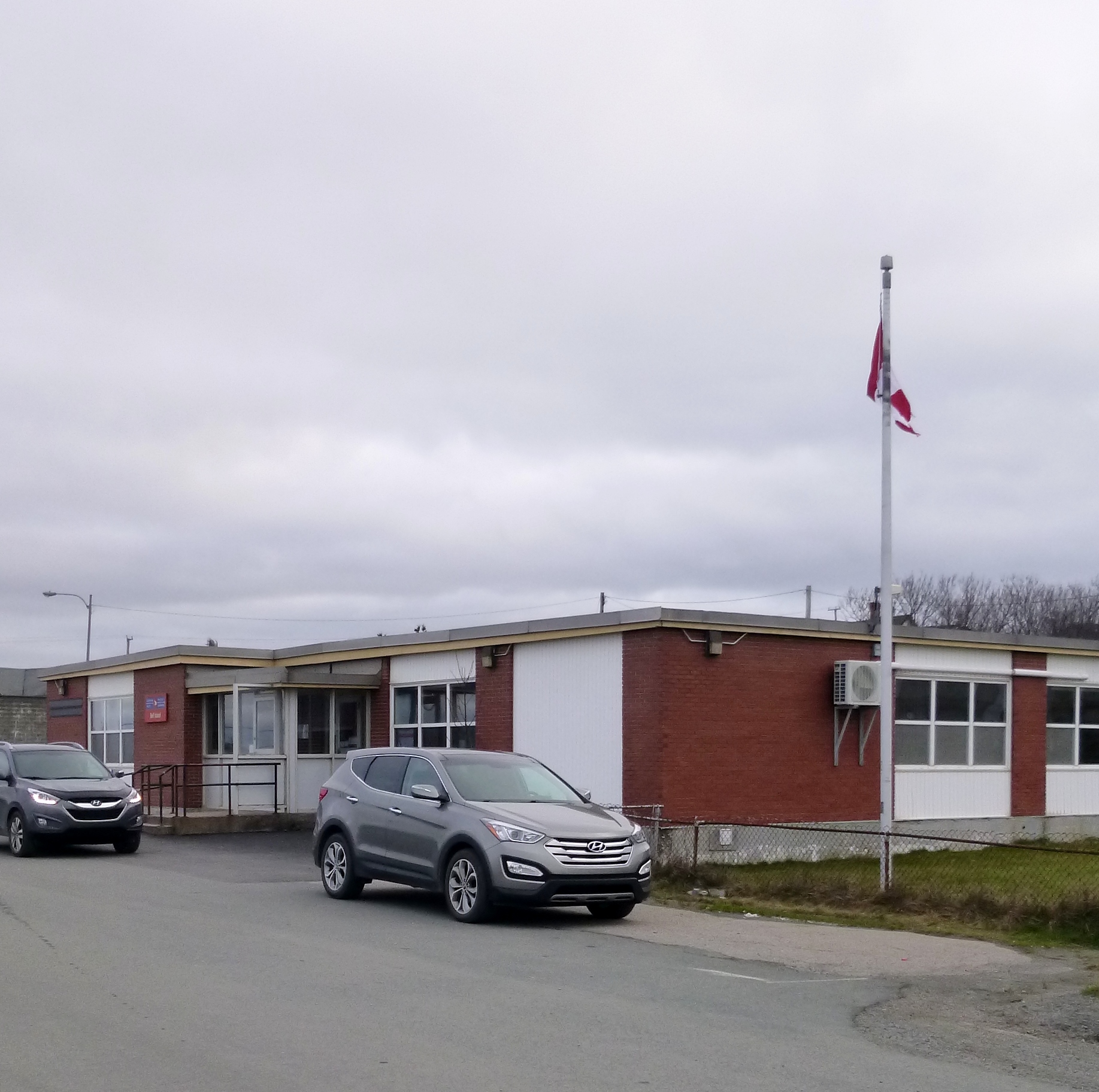
Postkantoor van Wabana
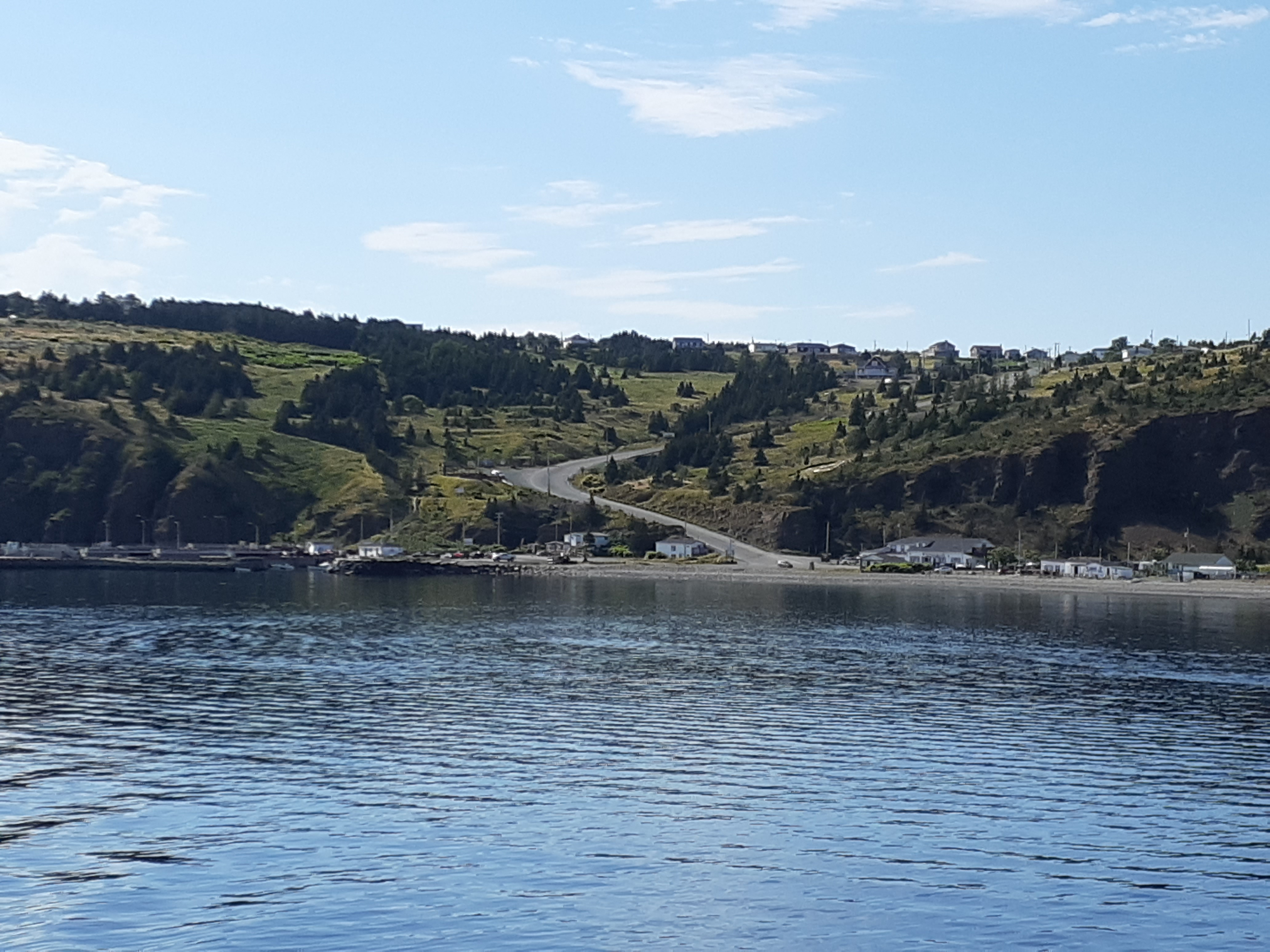
De oostelijk gelegen Beach Hill met links de veerhaven
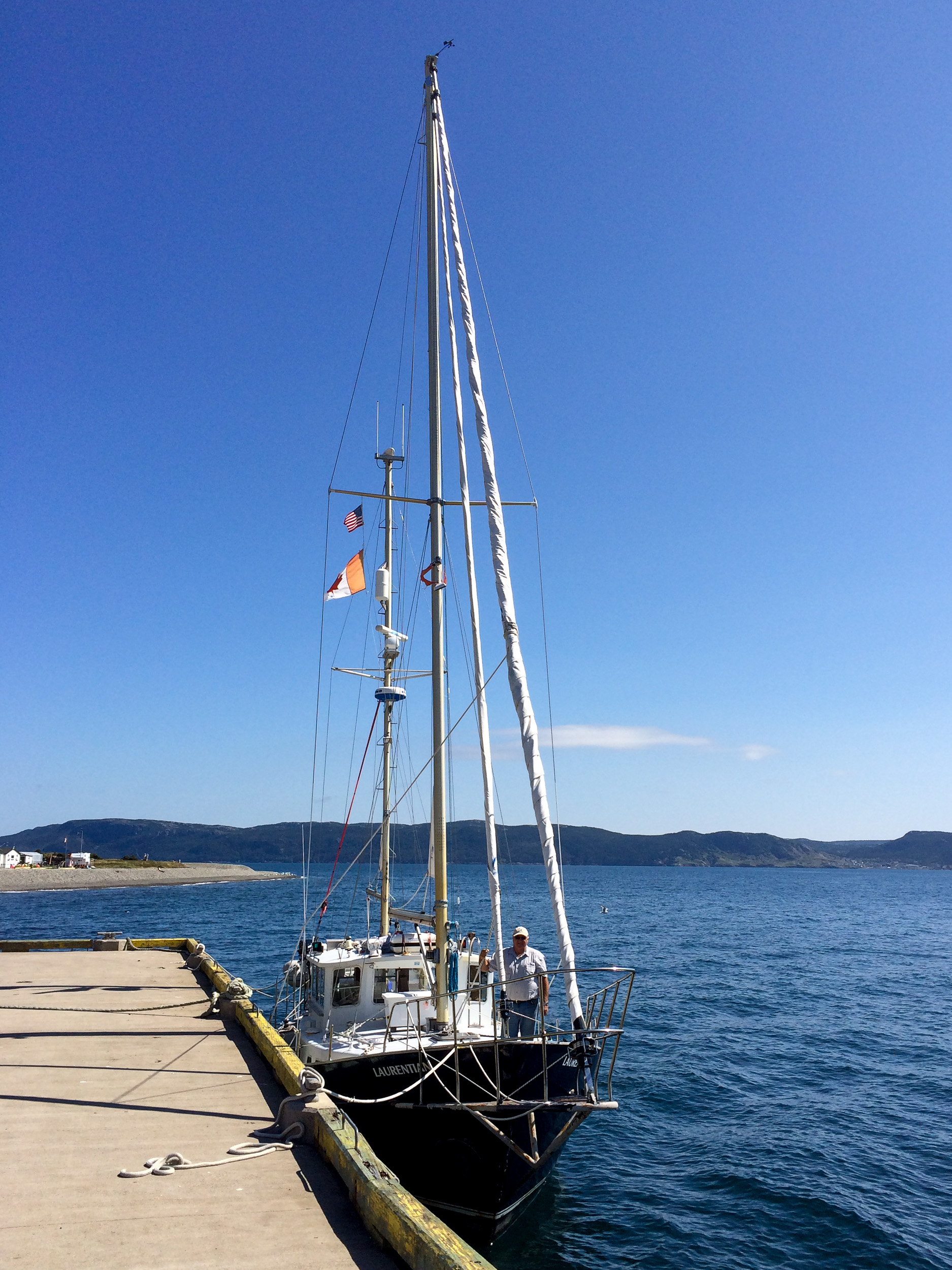
Zeilboot aangemeerd in de haven van Wabana